# Дегтярная улица (Санкт-Петербург)
Дегтя́рная у́лица — улица в Центральном районе Санкт-Петербурга. Проходит от Невского проспекта до улицы Моисеенко и 10-й Советской улицы. Далее продолжается Дегтярным переулком.

## История переименований
Название известно с 1790 года. Здесь располагались склады дёгтя Смоляного двора.
- Первоначально — Дехтярная улица (1790—1891), нумерация домов от улицы Моисеенко.
- 1817—1821 год — Дектярная улица;
- 1793—1868 год — Средний проспект по местоположению между Большим и Малым проспектами.
- 1798 — 1850-е годы — Средняя улица;
- 1835 год — Малый проспект;
- 1793—1794 год — 2-й проспект;
- 1810 год — 2-й поперечный проспект — второй проезд от центра города, пересекающий улицы в Рождественских слободах. Первым была Слоновая улица
- 1858 год — нумерация домов изменена в нынешнем направлении.

## Примечательные здания
- Дом 1 / Проспект Бакунина, д. 2 / Невский пр., д. 142 / 2-я Советская ул., д. 27 — Доходный дом хлеботорговца И. В. Галунова (1877—1880, архитектор А. В. Иванов)  781720971180005 При строительстве квартиры дома были оборудованы ванными и ватерклозетами[1]

## Организации
- Российский научно-исследовательский институт гематологии и трансфузиологии (дом 3)
- Архив научно-технической документации (дом 16)
- Подворье Афонского монастыря с Благовещенским храмом